# Jan Marek (hockey sur glace, 1979)
Pour les articles homonymes, voir Jan Marek.
Jan Marek (né le 31 décembre 1979 à Jindřichův Hradec en Tchécoslovaquie aujourd'hui ville de République tchèque - mort le 7 septembre 2011 à Iaroslavl en Russie) est un joueur professionnel de hockey sur glace.

## Carrière en club
Il commence sa carrière en 1995 au sein de l'équipe junior de sa ville natale, le HC Vajgar Hradec. Deux saisons plus tard, il fait ses débuts dans le championnat Élite de seconde division, la 1.liga. La saison suivante, il rejoint le club du HC Třinec avec qui il va jouer dans toute la saison en équipe sénior.
Lors de la saison 1999-2000, il connaît de nombreux clubs commençant la saison avec Třinec et la finissant au sein de sa première équipe en 2.liga. Par la suite, il joue jusqu'à la fin de la saison 2002-2003 dans l’Extraliga pour le HC Třinec et il participe au repêchage d'entrée dans la Ligue nationale de hockey cette même année. Il est choisi lors de la huitième ronde par les Rangers de New York, 243e choix, alors qu'il venait de finir meilleur buteur de la saison d'Extraliga avec 32 réalisations.
Il quitte alors le club de Třinec pour rejoindre le HC Sparta Prague pour qui il évolue pendant trois saisons, dont la dernière victorieuse. En effet, l'équipe remporte son troisième titre de République tchèque alors que Marek remporte son premier titre de meilleur pointeur de la saison avec 54 points. Il finit également avec un différentiel plus-moins de +25, le meilleur de la ligue.
Il quitte alors son pays pour rejoindre la Russie et le club du Metallourg Magnitogorsk dans la Superliga,.
Le 29 janvier 2011, il est échangé à l'Atlant Mytichtchi en retour d'un choix de première ronde au cours du repêchage d'entrée dans la KHL 2012.
Le 7 septembre 2011, il meurt dans l'accident de l'avion transportant le Lokomotiv Iaroslavl à destination de Minsk en Biélorussie. L'avion de ligne de type Yakovlev Yak-42 s'écrase peu après son décollage de l'aéroport Tounochna de Iaroslavl, faisant 44 morts parmi les 45 occupants,. Le lendemain, son numéro 15 est retiré par l'équipe nationale de République tchèque. Le 28 août 2012, le Metallourg Magnitogorsk retire également son numéro 15.

## Carrière internationale
Il représente la République tchèque lors du championnat du monde 2007. L'équipe est éliminée en quart de finale et en 6 matchs, il inscrit 2 buts et 3 aides pour un total de 4 minutes de pénalité.

## Trophées et honneurs personnels
- Extraliga
  - Meilleur buteur en 2002-2003
  - Meilleur pointeur, meilleure différence +/- et champion en 2005-2006
- Ligue continentale de hockey
  - 2008-2009 : élu attaquant du mois d'octobre.
  - 2009 : participe avec l'équipe Jágr au premier Match des étoiles.

## Statistiques
| Saison    | Équipe                  | Ligue           |    | Saison régulière | Saison régulière | Saison régulière | Saison régulière | Saison régulière |   | Séries éliminatoires | Séries éliminatoires | Séries éliminatoires | Séries éliminatoires | Séries éliminatoires |
| Saison    | Équipe                  | Ligue           | PJ | B                | A                | Pts              | Pun              | PJ               | B | A                    | Pts                  | Pun                  |                      |                      |
| 1995-1996 | HC Vajgar Hradec        | Extraliga Jr.18 | 39 | 29               | 27               | 56               |                  |                  |   |                      |                      |                      |                      |                      |
| 1996-1997 | HC Vajgar Hradec        | Extraliga Jr.20 |    |                  |                  |                  |                  |                  |   |                      |                      |                      |                      |                      |
| 1997-1998 | HC Vajgar Hradec        | Extraliga Jr.20 | 32 | 21               | 28               | 49               |                  | 9                | 5 | 4                    | 9                    |                      |                      |                      |
| 1997-1998 | HC Vajgar Hradec        | 1.liga          | 19 | 3                | 4                | 7                |                  |                  |   |                      |                      |                      |                      |                      |
| 1998-1999 | HC Třinec               | Extraliga Jr.20 |    |                  |                  |                  |                  |                  |   |                      |                      |                      |                      |                      |
| 1998-1999 | HC Třinec               | Extraliga       | 32 | 2                | 2                | 4                | 2                | 6                | 0 | 0                    | 0                    | 0                    |                      |                      |
| 1999-2000 | HC Třinec               | Extraliga Jr.20 | 6  | 5                | 5                | 10               | 10               | 1                | 0 | 0                    | 0                    | 0                    |                      |                      |
| 1999-2000 | HC Třinec               | Extraliga       | 32 | 1                | 5                | 6                | 4                | 2                | 0 | 0                    | 0                    | 0                    |                      |                      |
| 1999-2000 | HC Slezan Opava         | 1.liga          | 3  | 0                | 1                | 1                | 4                |                  |   |                      |                      |                      |                      |                      |
| 1999-2000 | HC Vajgar Hradec        | 1.liga          | 4  | 0                | 3                | 3                | 10               | 2                | 0 | 1                    | 1                    | 2                    |                      |                      |
| 1999-2000 | HC Vajgar Hradec        | 2.liga          |    |                  |                  |                  |                  | 2                | 0 | 1                    | 1                    | 2                    |                      |                      |
| 2000-2001 | HC Třinec               | Extraliga       | 38 | 7                | 4                | 11               | 2                |                  |   |                      |                      |                      |                      |                      |
| 2001-2002 | HC Třinec               | Extraliga       | 52 | 13               | 27               | 40               | 44               | 6                | 1 | 3                    | 4                    | 6                    |                      |                      |
| 2002-2003 | HC Třinec               | Extraliga       | 52 | 32               | 30               | 62               | 42               | 12               | 6 | 4                    | 10                   | 22                   |                      |                      |
| 2003-2004 | HC Sparta Prague        | Extraliga       | 50 | 21               | 30               | 51               | 62               | 11               | 4 | 9                    | 13                   | 26                   |                      |                      |
| 2004-2005 | HC Sparta Prague        | Extraliga       | 38 | 7                | 21               | 28               | 26               | 5                | 2 | 2                    | 4                    | 2                    |                      |                      |
| 2005-2006 | HC Sparta Prague        | Extraliga       | 48 | 22               | 32               | 54               | 66               | 17               | 4 | 4                    | 8                    | 24                   |                      |                      |
| 2006-2007 | Metallourg Magnitogorsk | Superliga       | 47 | 17               | 30               | 47               | 70               | 15               | 7 | 10                   | 17                   | 10                   |                      |                      |
| 2007-2008 | Metallourg Magnitogorsk | Superliga       | 49 | 16               | 31               | 47               | 40               | 11               | 4 | 3                    | 7                    | 2                    |                      |                      |
| 2008-2009 | Metallourg Magnitogorsk | KHL             | 53 | 35               | 36               | 71               | 62               | 12               | 6 | 4                    | 10                   | 26                   |                      |                      |
| 2009-2010 | Metallourg Magnitogorsk | KHL             | 35 | 7                | 12               | 19               | 14               | 10               | 3 | 1                    | 4                    | 4                    |                      |                      |
| 2010-2011 | HK CSKA Moscou          | KHL             | 46 | 14               | 24               | 38               | 46               |                  |   |                      |                      |                      |                      |                      |
| 2010-2011 | Atlant Mytichtchi       | KHL             | 5  | 2                | 0                | 2                | 8                | 20               | 7 | 9                    | 16                   | 10                   |                      |                      |